# ماني كلاين
ماني كلاين (بالإنجليزية: Manny Klein)‏ هو عازف جاز أمريكي، ولد في 4 يونيو 1908 في نيويورك في الولايات المتحدة، وتوفي في 31 مايو 1994 في لوس أنجلوس في الولايات المتحدة.

## وصلات خارجية
- ماني كلاين على موقع IMDb (الإنجليزية)
- ماني كلاين على موقع ميوزك برينز (الإنجليزية)
- ماني كلاين على موقع أول ميوزيك (الإنجليزية)
- ماني كلاين على موقع ديسكوغز (الإنجليزية)